# Richard Kwietniowski
Pour les articles homonymes, voir Kwietniowski.
Richard Kwietniowski, né le 17 mars 1957, est un réalisateur et scénariste britannique d'origine polonaise.
Au cours des années 1980, il a été professeur de cinéma au Bulmershe College of Higher Education (aujourd'hui Bulmershe Court à Reading, Berkshire). Il a réalisé onze films depuis 1987. Son film Amour et mort à Long Island a été projeté dans la section Un Certain Regard du Festival de Cannes 1997.

## Filmographie
- 1987 : Alfalfa (court métrage)
- 1988 : Ballad of Reading Gaol (court métrage)
- 1989 : Flames of Passion (court métrage)
- 1991 : Proust's Favorite Fantasy (court métrage)
- 1991 : Cost of Love (court métrage)
- 1992 : Actions Speak Louder Than Words (court métrage)
- 1997 : Amour et mort à Long Island (Love and Death on Long Island)
- 1997 : A Night with Derek
- 2003 : Mister Cash (Owning Mahowny)
- 2003 : Regret Not Speaking
- 2010 : No One Gets Off in This Town

## Distinctions
Richard Kwietniowski a reçu plusieurs distinctions
- Pour Alfalfa
  - Teddy Award du meilleur court métrage
- Pour Flames of Passion
  - Festival du film Frameline : Prix du public
- Pour Amour et mort à Long Island
  - British Academy Film Award du meilleur nouveau scénariste, réalisateur ou producteur britannique
  - Festival international du film de Chicago : mention spéciale pour le prix FIPRESCI
  - NYFCC Award du meilleur premier film
  - Festival international du film de Valladolid : sélection officielle en compétition